# Топологический индекс (химия)
Топологический индекс — инвариант молекулярного графа в задачах компьютерной химии, некоторое (обычно числовое) значение (или набор значений), характеризующее структуру молекулы. Обычно топологические индексы не отражают кратность химических связей и типы атомов (C,N,O и.т.д.), атомы водорода не учитываются. К наиболее известным топологическим индексам относятся индекс Хосои, индекс Винера, индекс Рандича, индекс Балабана и другие.

## Глобальные и локальные индексы
Индекс Хосои и индекс Винера — примеры глобальных (или интегральных) топологических индексов, отражающих структуру данной молекулы. Бончев и Полянский предложили локальный (дифференциальный) индекс для каждого атома в молекуле. В качестве другого примера локальных индексов можно привести модификации индекса Хосои.

## Дискриминирующая способность и супериндексы
Значения одного и того же топологического индекса для нескольких разных молекулярных графов могут совпадать. Чем меньше таких совпадений — тем выше так называемая дискриминирующая способность индекса. Эта способность является важнейшей характеристикой индекса. Для её повышения несколько топологических индексов могут быть объединены в один супериндекс.

## Вычислительная сложность
Вычислительная сложность является другой важной характеристикой топологического индекса. Многие индексы, такие как индекс Винера, индекс Рандича и индекс Балабана вычисляются с помощью быстрых алгоритмов, в отличие, например, от индекса Хосои и его модификаций, для которых известны только экспоненциальные по времени алгоритмы.

## Применение
Топологические индексы используются в компьютерной химии для решения широкого круга общих и специальных задач. К этим задачам относятся: поиск веществ с заранее заданными свойствами (поиск зависимостей типа «структура-свойство», «структура-фармакологическая активность»), первичная фильтрация структурной информации для бесповторной генерации молекулярных графов заданного типа, предварительное сравнение молекулярных графов при их тестировании на изоморфизм и ряд других. Топологический индекс зависит только от структуры молекулы, но не от её состава, поэтому молекулы одинаковой структуры (на уровне структурных формул), но разного состава, например, фуран и тиофен будут иметь равные индексы. Для преодоления этого затруднения был предложен ряд индексов, например, индексы электроотрицательности.